# Mamude Hotaqui
Xá Mamude Hotaqui, (pastó, Dari, Urdu, Arábico: شاه محمود هوتک), também conhecido como Xá Mamude Guilji (pastó: شاه محمود غلجي‎) (1697– 22 de abril de 1725), foi um governante afegão da dinastia Hotaqui que afastou do poder a fraquíssima dinastia Safávida na Pérsia e se tornou rei da mesma de 1722 até a sua morte em 1725.
Ele era o filho mais velho de Miruais Hotaque, o chefe das tribos pastós guiljis do Afeganistão, que fez com que a região de Candaar ficasse independente da pérsia em 1709. Quando Miruais morreu em 1715, ele foi sucedido pelo seu irmão, Abdalazize, mas os afegãos guilji persuadiram Mamude a tomar o poder para ele mesmo em 1717, o que fez com que ele depor e matar o seu tio.

## Mamude conquista o trono iraniano

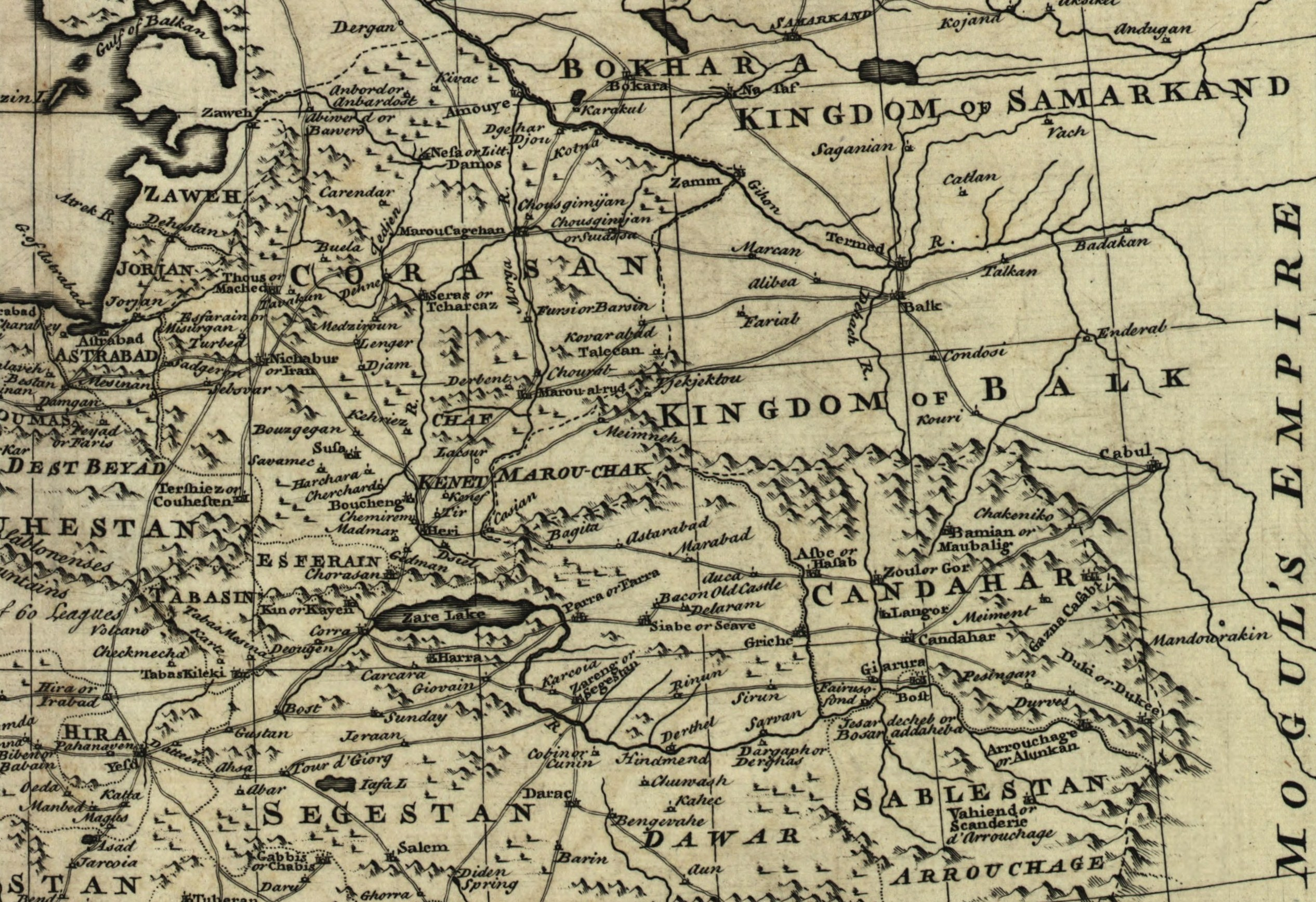
Os Durrani habitavam a região de Coração Abdali enquanto os Ghiljis controlavam a região de Candaar no sudeste

Em 1720, Mamude e os guiljis derrotaram a etnia rival afegã, os Durrani. Entretanto, Mamude tinha vontade de conquistar o império persa. Ele já havia lançado uma expedição contra Carmânia em 1719 e em 1721 ele cercou a cidade novamente. falhando nessa tentativa e em outro cerco em Iázide, no início de 1722, Mamude se concentrou na capital da Pérsia, Ispaã, após derrotar os persas na batalha de Gulnabade. Em vez de esperar dentro da cidade e resistir a um cerco em que o pequeno exército afegão tinha poucas chances de ter sucesso, o Sultão Huceine marchou para encontrar o exército de Mamude em Golnabade. Em 8 de março o exército real persa foi lentamente vencido e fugiu de volta para Ispaã. O Xá foi aconselhado a escapar para as províncias e aumentar as tropas, mas ele decidiu ficar na capital que estava cercada pelos afegãos. O cerco de Mamude a Ispaã durou de março até outubro de 1722. Com falta de artilharia, ele foi forçado a manter um longo bloqueio esperando a deixar os persas submissos. O comando do Sultão Huceine durante o cerco foi uma falta de ação e a lealdade dos governadores provinciais caiu devido a tal incompetência. A fome e as doenças fizeram com que os afegãos tomassem Ispaã (estimasse que oitenta mil habitantes morreram durante o cerco). Em 23 de outubro, o Sultão Huceine abdicou e reconheceu Mamude como o novo Xá da Pérsia.

## Reinado de Mamude como Xá da Pérsia
Nos dias iniciais de seu governo, Mamude mostrou benevolência, tratando bem a família real capturada e levando suplementos a capital faminta. Mas ele foi confrontado pelo herdeiro de Huceine, Tamaspe II se declarou o Xá em novembro. Mamude enviou um exército contra a base de Tamaspe, Qazvin. Tamaspe escapou e os afegãos tomaram a cidade, chocados com o tratamento que receberam, a população se rebelou contra eles em janeiro de 1723. A revolta foi um sucesso e Mamude estava preocupado com a reação quando os afegãos sobreviventes aparecessem para Ispaã para entregar as notícias da derrota. Sofrendo de doença mental e temendo uma revolta popular, Mamude convidou os seus ministros e nobres persas sob falsos pretextos e os matou. Ele também executou três mil guardas reais persas. Ao mesmo tempo os arquirrivais persas, o Otomanos, e os russos tiraram vantagem do caos na Pérsia e conquistaram terras para eles mesmos, limitando o número de territórios governador Mamude.
Sua falha em impor seu controle sob a Pérsia om deixou deprimido e desconfiado. Ele estava preocupado com a lealdade de seus próprios homens, já que muitos afegãos preferiam o seu primo Axerafe como governante Hotaqui. Em fevereiro de 1725, acreditando nos rumores de que um dos filhos do Sultão Huceine, Safi Mirza, havia escapado, Mamude ordenou a execução dos outros príncipes safávidas que estavam sob o seu poder, com exceção do próprio   Sultão. Quando o Sultão Huceine tentou parar o massacre, ele foi ferido, mas a sua ação fez Mamude poupar as vidas dos seus dois filhos mais jovens.

### Morte
Mamude começou a sucumbir a insanidade e a deterioração psíquica. Em 22 de abril de 1725, um grupo de oficiais afegãos libertou Axerafe da prisão onde ele havia sido confinado por Mamude e iniciaram uma revolução que colocou Axerafe no poder. Mamude morreu três dias depois de sua doença – como foi dito na época– ou assassinado por sufocamento.